# 诺拉阿都拉曼
，前马来西亚砂拉越州丹绒玛尼国阵土保党国会议员 。